# Andrej Panadić
Andrej Panadić (sinh ngày 9 tháng 3 năm 1969) là một cầu thủ bóng đá người Croatia.

## Đội tuyển bóng đá quốc gia Nam Tư
Andrej Panadić thi đấu cho đội tuyển bóng đá quốc gia Nam Tư từ năm 1989.

## Thống kê sự nghiệp
| Đội tuyển bóng đá Nam Tư | Đội tuyển bóng đá Nam Tư | Đội tuyển bóng đá Nam Tư |
| Năm                      | Trận                     | Bàn                      |
| ------------------------ | ------------------------ | ------------------------ |
| 1989                     | 3                        | 0                        |
| Tổng cộng                | 3                        | 0                        |